# Sgòr na h-Ulaidh
Sgòr na h-Ulaidh är ett berg i Storbritannien.   Det ligger i kommunen Highland och riksdelen Skottland, i den nordvästra delen av landet, 600 km nordväst om huvudstaden London. Toppen på Sgòr na h-Ulaidh är 994 meter över havet, eller 528 meter över den omgivande terrängen. Bredden vid basen är 5,8 km.
Terrängen runt Sgòr na h-Ulaidh är huvudsakligen kuperad, men åt sydost är den bergig.Runt Sgòr na h-Ulaidh är det mycket glesbefolkat, med 4 invånare per kvadratkilometer. Närmaste större samhälle är Kinlochleven, 12,0 km nordost om Sgòr na h-Ulaidh. I omgivningarna runt Sgòr na h-Ulaidh växer i huvudsak blandskog.